# Gidy
Gidy è un comune francese di 1 568 abitanti situato nel dipartimento del Loiret nella regione del Centro-Valle della Loira.
Dal 2016 è sede di uno dei centri di smistamento Amazon più grandi di tutta la Francia, grande 12.000m2 (più il centro di distribuzione 70.000m2) dando lavoro a 250 dipendenti, quasi un sesto dell'intero comune.

## Società

### Evoluzione demografica
Abitanti censiti